# 거봉
거봉(巨峯, 일본어: 巨峰 교호[*])은 포도의 재배품종이다.

## 역사
포도(Vitis vinifera)와 미국포도(V. labrusca)의 교배종으로, 일본의 시즈오카현에서 1937년에 개발한 품종이다. 한국에서는 1968년부터 천안시의 입장과 성거 지역에서 재배하기 시작했다.